# 節目暫時中斷
〈節目暫時中斷〉（英語：We Interrupt This Program）是美國超級英雄類型的迷你網路影集《汪達幻視》的第四集，本集由博巴克·埃斯法里亞尼（Bobak Esfarjani）和梅根·麥克唐納聯合編劇，麥特·夏克曼執導，於2021年1月29日在Disney+首播。本集为漫威電影宇宙的系列作品之一，與漫威電影宇宙系列電影處於同一架空世界和共同世界。保羅·貝特尼和伊莉莎白·歐森繼續分別飾演在漫威電影宇宙系列電影中的角色幻視和汪達·麥西莫夫，主演還包括泰娜·帕麗斯、藍道爾·朴、凱特·丹寧絲和凱薩琳·哈恩。本集講述天劍局特工莫妮卡·藍博與聯邦探員吉米·吳聯合調查紐澤西州西景鎮的人口失蹤案件，在黛絲·路易斯博士的幫助下，天劍局得知所發生的一切均是汪達操縱出的幻像。

## 劇情
天劍局特工莫妮卡·藍博經過「彈指事件」後在一家醫院的病床邊復活，她從一名醫生的口中得知母親瑪莉亞·藍博已經於三年前因為癌症复发而去世。三週後，莫妮卡到天劍局工作。代理局長泰勒·海沃德遵循瑪莉亞生前製訂的準則，在「彈指事件」後復活的特工暫時僅能執行在地球上的任務，他派遣莫妮卡與聯邦調查局探員吉米·吳合作，聯合調查紐澤西州西景鎮的人口失蹤案件。儘管西景鎮就在眼前，當地的警長卻聲稱它並不存在。莫妮卡先尝试使用无人机进行勘察，但靠近小镇时无人机却无故消失。莫妮卡發現小鎮的周圍佈滿宇宙微波背景能量場，她试着触摸它但瞬间被「吸入」小鎮。
天劍局在小鎮的外部建立一個臨時研究基地，先後派遣無人機和“养蜂人”富兰克林特工前去勘察，同時邀請包括黛絲·路易斯博士在內的各領域專家展開聯合調查。路易斯使用古董電視機接收到小鎮中傳出的情景喜劇《汪達幻視》的電視節目信號。天劍局從節目中得知，劇中的演員大多為小鎮中的真實居民。路易斯和吉米也看到莫妮卡化名為潔拉汀混入其中，并发现先前莫妮卡使用的无人机已成一架普通的玩具飞机。在五年前死亡的幻視也生活在情景喜劇中。两人随后嘗試通过节目中的收音机聯繫汪達·麥西莫夫，但没有效果。當莫妮卡提及奧創後，汪達使用超能力將她逐出小鎮。此時汪達看到幻視死亡的模樣，受到驚嚇的她很快將周遭的事物恢復成情景喜劇的幻象。甦醒後的莫妮卡則告知天劍局，這一切都是汪達的所为。

## 製作

### 開發
2018年10月，漫威影業確定開發以漫威電影宇宙系列電影中的角色「緋紅女巫」汪達·麥西莫夫和幻視為主角的迷你網路影集，伊莉莎白·歐森和保羅·貝特尼回歸分別領銜出演汪達和幻視。2019年8月，麥特·夏克曼確認執導《汪達幻視》。夏克曼、首席編劇潔克·薛佛、凱文·費吉與漫威影業的路易斯·德·埃斯波西托（Louis D'Esposito）以及維多莉亞·阿隆索共同擔當執行製片人:50。凱文·費吉表示影集兼具「經典的情景喜劇」和「漫威史詩」的特色，向多個年代和多種類型的美國電視節目致敬。本集由博巴克·埃斯法里亞尼（Bobak Esfarjani）和梅根·麥克唐納聯合編劇。

### 劇本
首席編劇潔克·薛佛稱，影集除了向過去的電視節目致敬之外，還將「嘗試開拓新領域」。主演伊莉莎白·歐森稱「本集劇情出現重大轉變，觀眾在此時會了解更多情節。」

### 選角
本集的主要角色包括保羅·貝特尼飾演的幻視、伊莉莎白·歐森飾演的汪達·麥西莫夫、泰娜·帕麗斯飾演的「潔拉汀」／莫妮卡·藍博、藍道爾·朴飾演的吉米·吳、凱特·丹寧絲飾演的黛絲·路易斯和凱薩琳·哈恩飾演的艾格妮絲:29:38–29:55。藍道爾·朴繼續此前在2018年電影《蟻人與黃蜂女》中飾演聯邦探員吉米·吳，凱特·丹寧絲此前在2011年電影《雷神索爾》和2013年電影《雷神索爾2：黑暗世界》中飾演黛絲·路易斯。
喬許·斯塔姆博格飾演天劍局代理局長泰勒·海沃德，艾倫·赫克納（Alan Heckner）飾演天劍局特工蒙蒂（Agent Monti），莎麗娜·安杜茲（Selena Anduze）飾演天劍局特工羅德里格斯（Agent Rodriguez），拉娜·楊（Lana Young）飾演海蘭醫生（Dr. Highland），山姆·尤尼斯（Sam Younis）飾演醫生，薇薇安娜·查維斯（Viviana Chavez）飾演護士，鮑比·埃爾南德斯（Bobby Hernandez）飾演醫院保全，肖恩·麥克林（Shaun MacLean）飾演醫院護工，柴克·亨利（Zac Henry）飾演天劍局特工富蘭克林／養蜂人。文斯·坎拉斯（Vince Canlas）、阿基思·塞沙德里（Archith Seshadri）和米凱拉·克羅南（Michaela Cronan）飾演天劍局聘請的專家顧問。珍妮特·宋（Janet Song）和克里斯多福·詹姆斯（Christopher James）分別「彈指事件」後復活的女子和男子，洛伊德·皮茲（Lloyd Pitts）飾演男子。
此外，2019年電影《驚奇隊長》中布麗·拉森飾演的「驚奇隊長」卡蘿·丹佛斯與年幼的莫妮卡·藍博對話片段作為畫外音出現於本集開篇場景之中。

### 拍攝
本集在佐治亞州亞特蘭大的松林製片廠拍攝，麥特·夏克曼擔當導演，傑斯·霍爾擔當攝影指導。製作組還在亞特蘭大都會區取景拍攝。因應2019冠狀病毒病疫情，劇組在洛杉磯重啟補拍作業:50。

### 特效
後期特效製作公司包括、光影魔幻工業、怪物外星人機器人喪屍（Monsters Aliens Robots Zombies）、和:31:54–32:10。

## 音樂
克里斯托弗·貝克為影集作曲，勞勃·羅培茲和克莉絲汀·安德森-羅培茲為影集創作主題曲。吉米·亨德里克斯體驗樂隊演唱的歌曲出現於本集之中。本集音樂原聲帶於2021年2月5日由漫威音樂和好萊塢唱片聯合發行。
| 曲序     | 曲目     | 时长  |
| -------- | -------- | ----- |
| 1.       |          | 2:19  |
| 2.       |          | 2:17  |
| 3.       |          | 2:42  |
| 4.       |          | 1:01  |
| 5.       |          | 2:02  |
| 6.       |          | 2:28  |
| 7.       |          | 1:01  |
| 8.       |          | 1:48  |
| 9.       |          | 2:35  |
| 总时长： | 总时长： | 18:13 |

## 發行
〈節目暫時中斷〉於2021年1月29日在Disney+首播。

## 迴響
〈節目暫時中斷〉得到整體好評。根据評論匯總网站爛番茄汇总的26篇评论文章，92%的评论家给予该作正面评价，平均打分为8.1分（满分10分）。

## 備註
1. ↑  參見2019年電影《復仇者聯盟4：終局之戰》[1]。
2. ↑  參見2018年電影《復仇者聯盟3：無限之戰》。

## 資料來源
1. 1 2 3  Riesman, Abraham. . Vulture. 2021-01-29  [2021-01-29]. （原始内容存档于2021-01-29） （美国英语）.
2. ↑  Kroll, Justin. . Variety. 2018-09-18  [2018-09-18]. （原始内容存档于2018-09-19） （美国英语）.
3. ↑  Sciretta, Peter. . /Film. 2018-10-30  [2018-11-01]. （原始内容存档于2018-10-31） （美国英语）.
4. 1 2  Fischer, Jacob. . Discussing Film. 2019-08-21  [2019-08-24]. （原始内容存档于2019-08-24） （美国英语）.
5. ↑  Reinstein, Mara. . Emmy. 2020-12-16  [2020-12-19]. （原始内容存档于2020-12-19） （美国英语）.
6. ↑  Kit, Borys. . The Hollywood Reporter. 2019-01-09  [2019-01-10]. （原始内容存档于2019-01-10） （美国英语）.
7. ↑  Dinh, Christine. . Marvel.com. 2019-11-13  [2019-11-14]. （原始内容存档于2019-11-14） （美国英语）.
8. 1 2  Reinstein, Mara. . Emmy. Vol. XLII no. 12. 2020: 42–50. （原始内容存档于2020-12-20） （美国英语）.
9. ↑  Couch, Aaron. . The Hollywood Reporter. 2019-08-23  [2019-08-23]. （原始内容存档于2019-08-23） （美国英语）.
10. 1 2  Radish, Christina. . Collider. 2020-11-25  [2020-12-12]. （原始内容存档于2020-12-07） （美国英语）.
11. ↑  Ellard, Andrew. . The Guardian. 2021-01-29  [2021-01-29]. （原始内容存档于2021-01-29） （美国英语）.
12. 1 2  Holub, Christian. . Entertainment Weekly. 2021-01-29  [2021-01-29]. （原始内容存档于2021-01-29） （美国英语）.
13. ↑  Coggan, Devan. . Entertainment Weekly. 2020-11-10  [2020-11-10]. （原始内容存档于2020-11-10） （美国英语）.
14. ↑  Seddon, Dan; Tanswell, Adam. . Digital Spy. 2021-01-23  [2021-01-30]. （原始内容存档于2021-01-23） （美国英语）.
15. 1 2 3 4  Hood, Cooper. . Screen Rant. 2021-01-29  [2021-01-29]. （原始内容存档于2021-01-29） （美国英语）.
16. 1 2  Esfarjani, Bobak; McDonnell, Megan. . . 第1季. 第4集. 2021-01-29  [2021-01-30]. Disney+. （原始内容存档于2021-10-06） （美国英语）.片尾演職員表於28:20開始。
17. ↑  Alter, Ethan. . Yahoo!. 2019-11-05  [2019-11-09]. （原始内容存档于2019-11-05） （美国英语）.
18. ↑  Perry, Spencer. . ComicBook.com. 2021-01-29  [2021-01-29]. （原始内容存档于2021-01-29） （美国英语）.
19. ↑  Silliman, Brian. . SyFy Wire. 2021-01-29  [2021-01-30]. （原始内容存档于2021-01-29） （美国英语）.
20. ↑  Barnhardt, Adam. . ComicBook.com. 2019-09-09  [2019-10-21]. （原始内容存档于2019-09-20） （美国英语）.
21. ↑  Walljasper, Matt. . Atlanta. 2019-12-30  [2020-04-03]. （原始内容存档于2020-03-02） （美国英语）.
22. ↑  Walljasper, Matt. . Atlanta. 2020-02-29  [2020-03-02]. （原始内容存档于2020-03-02） （美国英语）.
23. ↑  Davids, Brian. . The Hollywood Reporter. 2021-01-15  [2021-01-15]. （原始内容存档于2021-01-15） （美国英语）.
24. ↑  Frei, Vincent. . Art of VFX. 2021-01-05  [2021-01-15]. （原始内容存档于2021-01-13） （美国英语）.
25. ↑  Workman, Robert. . SuperheroHype!. 2020-01-21  [2020-01-21]. （原始内容存档于2020-01-22） （美国英语）.
26. ↑  Taylor, Drew. . Collider. 2021-01-04  [2021-01-04]. （原始内容存档于2021-01-04） （美国英语）.
27. ↑  . Film Music Reporter. 2021-02-04  [2021-02-04]. （原始内容存档于2021-02-04） （美国英语）.
28. ↑  . Rotten Tomatoes. Fandango Media.   [2021-09-01].

## 外部連結
- 互联网电影数据库上節目暫時中斷的资料（英文）